# Agrochola orejoni
Agrochola orejoni är en fjärilsart som beskrevs av Ramon Agenjo Cecilia 1951. Agrochola orejoni ingår i släktet Agrochola och familjen nattflyn. Inga underarter finns listade i Catalogue of Life.